# Sionistas Generales
Los Sionistas Generales (en hebreo: הַצִּיּוּנִים הַכְּלָלִיִּים‎, HaTzionim HaKlalim) representaban al centrismo dentro del movimiento sionista y un partido político en Israel. Su brazo político es un antecesor del actual partido Likud.

## Historia
Sionismo General fue inicialmente el término para referirse a las convicciones de la mayoría de los miembros de la Organización Sionista que no se sumaron a una facción o partido y sólo pertenecían a organizaciones sionistas a nivel nacional.
En 1922, varias agrupaciones no alineadas e individuos establecieron la Organización General de Sionistas como un partido no ideológico en el seno de la Organización Sionista (más tarde la Organización Sionista Mundial) en un momento en que el movimiento sionista se estaba polarizando entre el Sionismo laborista y el Sionismo revisionista.
Sin embargo, finalmente el Sionismo General se identificó con los liberales de clase media y la ideología  de la propiedad privada y el capitalismo. De 1931 a 1945 el movimiento Sionista General se dividió en dos facciones debido a diferencias sobre las cuestiones sociales, la economía y las cuestiones laborales (por ejemplo, la Histadrut). En los años siguientes al establecimiento del Estado de Israel en 1948, los Sionistas Generales avanzaron hacia la derecha en oposición a la hegemonía del Mapai y otros movimientos del laborismo sionista en la política israelí.

## Actividad política en Israel
Los Sionistas Generales participaron en las elecciones para la primera Knesset en 1949. Consiguieron el 5,2% de los votos y siete escaños, pero no se incluyeron en ningún gobierno de coalición de David Ben Gurión.
Las elecciones de 1951 fueron un gran éxito, con el partido ganando 20 escaños, convirtiéndose así en la segunda mayor fuerza en el Knéset. El partido fue ampliado poco después de las elecciones cuando el partido de las Comunidades Sefarditas y Orientales y la Asociación Yemenita se fusionaron en él (aunque un miembro de la Knéset de la Asociación Yemenita se alió a la izquierda nuevamente antes de que finalice el período de sesiones). A pesar de que no se incluyeron en la coalición para el tercer gobierno, fueron incluidos en el cuarto gobierno después de que Ben Gurion separó los partidos ultraortodoxos, Agudat Israel y Trabajadores de Agudat Israel, por causa de la controversia sobre la educación religiosa que derribó el anterior gobierno. También fueron incluidos en el quinto gobierno de Moshe Sharett, pero no en el sexto.
En las elecciones de 1955 cayó a 13 los escaños del partido, y no fueron incluidos en el gobierno de coalición de la tercera Knesset.
Una nueva caída a ocho escaños en las elecciones de 1959 y la exclusión de la coalición hizo al partido repensar su estrategia. Finalmente, el partido decidió fusionarse con los 6 escaños del Partido Progresista para formar el Partido Liberal. El partido ayudó a derrocar el gobierno en 1961 cuando junto al Herut presentaron una Moción de censura al gobierno por causa del Asunto Lavón.
En las elecciones de 1961 el nuevo Partido Liberal Israel ganó 17 escaños, convirtiéndose en la tercera mayor fuerza política en el Knesset. Durante el período de sesiones, diez diputados (en su mayoría ex Sionistas Generales) se fusionaron con la derecha del Herut para formar Gahal, mientras que los otros siete (la mayoría del Partido Progresista), crearon el partido de Liberales Independientes (Israel). Gahal más tarde se convirtió en el Likud.

## Resultados electorales
|  | 5,21 % |

|  | 16,20 % |

|  | 10,2 % |

|  | 6,2 % |